# Madame de Sade
(Yukio Mishima, Le ultime parole di Mishima)
Madame de Sade (サド侯爵夫人, Sado kōshaku fujin), talvolta tradotto come La marchesa De Sade, è un'opera teatrale di Yukio Mishima, portata al debutto a Tokyo nel 1965. La pièce è un dramma storico incentrato sulla figura di Renée de Sade, la moglie del famigerato Marchese de Sade, durante i diversi periodi di incarcerazione del marito. Mishima scrisse il dramma dopo aver letto la vita e le opere del Marchese de Sade ed essersi interrogato sul perché la moglie non avesse mai lasciato il marito durante i suoi numerosi processi e prigionie, aspettando invece la sua scarcerazione definitiva prima di abbandonarlo. Trent'anni dopo il debutto una commissione di critici e intellettuali giapponesi proclamarono Madame de Sade la migliore opera teatrale scritta in Giappone dalla fine della Seconda guerra mondiale.

## Trama

### Atto I
Parigi, autunno 1772. Nell'elegante salotto di Madame de Montreul, la contessa de Saint-Fond e la baronessa de Simiane aspettano la padrona di casa, che le ha convocate per chiedere loro un favore: la nobildonna vuole che le amiche usino le loro conoscenze altolocate per far scarcerare il genero, il marchese de Sade. Le due aristocratiche promettono di aiutarla, ricorrendo alla loro rete di amici e amanti appartenenti agli alti ranghi del clero e dell'aristocrazia.
La figlia di Mme de Montreuil, Renée, irrompe nel salotto della madre con la sconvolgente notizia che il marito De Sade è fuggito di prigione e vive in clandestinità da alcuni mesi. Dopo aver congedato la contessa e la baronessa, Mme de Montreuil e Renée parlano del marchese fuggiasco e la giovane supplica la madre di proteggere il marito dalla giustizia. La madre però non ama il genero e la conversazione tra le due donne degenera in un litigio. Renée nega di essere al corrente del nascondiglio del marito e si agita al punto di perdere i sensi.
Dopo che madre e figlia hanno lasciato il salotto, Anne, la figlia più piccola di Madame, e la governante Charlotte entrano nella stanza. Anne fa tornare la madre e le confessa di essere appena tornata da Venezia, dove ha passato del tempo con un amico di cui non vuole rivelare il nome. Si scopre però che l'"amico" è il Marchese de Sade, con cui Anne ha una relazione clandestina nonostante la loro parentela. Anne rivela alla madre anche un altro segreto, cioè che Renée era al corrente sia della relazione tra la sorella e il marito che del nascondiglio di De Sade. La padrona di casa è furiosa ed ordina ad Anne di rendere pubbliche le informazioni sul Marchese. Dopo aver congedato la figlia, Mme de Montreuil scrive due lettere alla contessa e alla baronessa per chiedere loro di interrompere i loro tentativi di salvare il genero, per poi scrivere una lettera al re di Francia.

### Atto II
Sono passati sei anni e Renée legge una lettera che ha preso da Anne in cui si annuncia che il marito è stato riprocessato, giudicato più favorevolmente e  prossimo al rilascio dal carcere. La marchesa è felice della notizia e parla con la sorella di come crede che la madre si sia addolcita nei confronti del genero e che sia ricorsa alle sue amicizie per fargli ottenere una sentenza clemente. Le tre donne Montreul parlano del marchese de Sade, ognuna ritraendolo in modo diverso a seconda delle esperienze avute con lui. Quando Renée annuncia di volersi recare al castello di La Coste per preparare i ritorno del marito, la madre la dissuade e le chiede di rimanere. Mentre la madre la istruisce cautamente sull'importanza di una vita moralmente irreprensibile agli occhi dell'alta società, Renée si accorge che la donna non ha fatto niente per aiutare il marito. Sia Anne che Renée difendono l'uomo che entrambe amano dalle accuse della madre, ma il litigio viene prontamento interrotto dall'arrivo della contessa de Saint-Fond.
La contessa racconta alle donne Montreuil della sua ultima avventura erotica, una messa nera in cui il suo corpo è stato usato come altare. L'esperienza le ha fatto capire di non essere affatto diversa dal Marchese de Sade, ma anzi di essere esattamente come lui. Anne e la padrona di casa deridono l'ospite, ma la contessa chiede a Renée di vedere la lettera. Si scopre così che questa risale a oltre quaranta giorni prima e che Madame de Montreul ha tenuto la notizia della liberazione del marchese nascosta alla figlia per oltre un mese. Scoppia quindi un violento litigio, che si interrompe momentaneamente solo quando Anne e la contessa lasciano il salotto. Rimaste sole, madre e figlia continuano a discutere furiosamente e la padrona di casa rivela che un investigatore privato da lei ingaggiato le ha riferito di aver visto Renée nel mezzo di un rapporto sadomasochistico con il marito. La donna intima alla figlia che la continua frequentazione con il Marchesa la renderà una pariah nell'alta società parigina. Renée allora smaschera l'ipocrisia della madre, dichiarando che quando tutto andava bene e il nome dei De Sade dava lustro ai Montreuil la donna non aveva niente da ridire. La lite degenera fino al punto in cui la padrona di casa minaccia di schiaffeggiare Renée, una minaccia accolta sardonicamente dalla figlia. Renée infatti le chiede se può essere certa che lo schiaffo non la farà gemere di piacere come nei romanzi del marito, una risposta che turba profondamente Madame de Montreuil.

### Atto III
Il terzo atto è pervaso da un senso di perdita e sacrificio. La marchesa de Sade decide di ritirarsi in convento, così come la contessa de Simaine. Madame de Saint-Fond viene uccisa accidentalmente dalla folla durante una rivolta e il suo corpo portato in processione per le strade di Parigi. Anne fugge in Italia con il marito e così anche Madame de Montreil, nonostante il suo amore e i suoi tentativi di proteggerle, finisce per perdere entrambe le figlie. Con l'avvicinarsi della Rivoluzione francese, la sola che apparentemente esce vincitrice nel dramma è la governante Charlotte, che ha perso il suo servilismo e il suo carattere mansueto.

## Storia delle rappresentazioni
La produzione originale di Madame de Sade fu allestita al Kinokuniya Hall di Tokyo dal 14 al 29 novembre 1965, per la regia di Takeo Matsuura e con un cast composto da: Yatsuko Tannami (Renée), Yoshi Minami (Mm de Montreuil), Hideko Muramatsu (Anne), Natsuko Kahara (Baronessa de Simiane), Miki Masaki (Contessa de Saint-Fond) e Junko Miyauchi (Charlotte). Il dramma si rivelò un enorme successo di critica e fu insignita del premio per la drammaturgia patrocinato dal Ministero dell'Istruzione giapponese.
La prima europea avvenne al Teatro Reale Drammatico di Stoccolma ad opera di Ingmar Bergman, che diresse un acclamato allestimento del dramma con Marie Richardson nel ruolo di Anne e la primadonna del teatro svedese Anita Björk in quello di Madame de Montreuil. Bergman diresse anche una riduzione televisiva della pièce che nel 1993 vinse il Sole d'Oro in occasione dell'ottava edizione del Premio Riccione.
Nel 2008 Madame de Sade ebbe la sua prima francese, mentre l'anno successivo il dramma debuttò sulle scene londinesi in una produzione della Donmar Warehouse diretta da Michael Grandage e con la traduzione di Donald Keene. Nonostante un cast prestigioso che comprendeva Rosamund Pike (Renée), Judi Dench (Madame de Montreuil), Jenny Galloway (Charlotte) e Frances Barber (contessa de Saint-Fond), la pièce ottenne recensioni constrastanti dalla critica britannica.
In Italia il dramma è stato portato in scena in diverse occasioni. Nel 1996 Ferdinando Bruni diresse il dramma di Mishima per il Teatro dell'Elfo, riadattando personalmente il testo ed interpretando anche Madame de Montreuil accanto ad Ida Marinelli e Cristina Crippa. Nel 1999 Andrea Adriatico ha diretto un allestimento di Madame de Sade per i Teatri di vita di Bologna. Successivamente Massimo Castri dirige un proprio adattamento in tournée in diverse città italiane tra il 2001 e il 2002 con Laura Pasetti (Renée), Francesca Inaudi (Anne), Lucilla Morlacchi (madame de Montreuil), Elena Ghiaurov (Saint-Fond), Cinzia Spanò (Siamane) ed Olga Rossi (Charlotte).

## Edizioni italiane
- Madame de Sade, traduzione di Lydia Origlia, Collana Quaderni della Fenice, Parma, Guanda, 1983, ISBN 978-88-774-6110-0. - Collana Le Fenici tascabili n.51, Guanda, 2002, ISBN 978-88-824-6454-7; Collana Tascabili. Narrativa, Guanda, 2016, ISBN 978-88-235-1544-4.